# Challenger de Medellín 2017

El torneo Claro Open Medellín 2017 fue un torneo profesional de tenis. Perteneció al ATP Challenger Series 2017. Se disputó en su 14.ª edición sobre superficie tierra batida, en Medellín, Colombia entre el 11 al el 16 de julio de 2017.

## Jugadores participantes del cuadro de individuales
| Favorito | País                               | Jugador         | Rank1 | Posición en el torneo |
| -------- | ---------------------------------- | --------------- | ----- | --------------------- |
| 1        | Bandera de la República Dominicana | Víctor Estrella | 96    | Primera ronda         |
| 2        | Bandera de Bosnia y Herzegovina    | Darian King     | 119   | Semifinales           |
| 3        | Bandera de Brasil                  | João Souza      | 150   | FINAL                 |
| 4        | Bandera de Chile                   | Nicolás Jarry   | 182   | CAMPEÓN               |
| 5        | Bandera de El Salvador             | Marcelo Arévalo | 234   | Segunda ronda         |
| 6        | Bandera de Ecuador                 | Roberto Quiroz  | 239   | Cuartos de final      |
| 7        | Bandera de la República Dominicana | José Hernández  | 247   | Segunda ronda         |
| 8        | Bandera de Francia                 | Maxime Hamou    | 272   | Baja                  |

- 1 Se ha tomado en cuenta el ranking del 3 de julio de 2017.

### Otros participantes
Los siguientes jugadores recibieron una invitación (wild card), por lo tanto ingresan directamente al cuadro principal (WC):
- Sergio Luis Hernández Ramírez
- Carlos Salamanca
- Gabriel Carvajal
- Charles Force

Los siguientes jugadores ingresan al cuadro principal tras disputar el cuadro clasificatorio (Q):
- Christopher Díaz Figueroa
- Franco Emanuel Egea
- José Olivares
- David Souto

## Campeones

### Individual Masculino
- Nicolás Jarry derrotó en la final a  João Souza, 6-1, 3–6, 7–6(0)

### Dobles Masculino
- Darian King /  Miguel Ángel Reyes-Varela derrotaron en la final a  Nicolás Jarry /  Roberto Quiroz, 6–4, 6–4